# 94-es busz (Budapest)
A budapesti 94-es jelzésű autóbusz Pestszentimre, központ és Gyál, Vecsési út között közlekedett. A vonalat a Budapesti Közlekedési Zrt. üzemeltette.

## Története
1959. július 13-án a Pestimre felső MÁV-állomás és Gyál, Tanácsháza között közlekedő 54B jelzésű járatot 94-esre átszámozták, majd szeptember 21-én Gyál MÁV-állomásig hosszabbították. 1961. január 9-én a Marx Károly utcáig (mai Nemes utca) rövidült a bivalyréti 51-es villamos meghosszabbítása miatt. A 94-es buszt a következő időszakban többször is meghosszabbították, először 1962. október 15-én a Mikszáth Kálmán utcáig (mai Ültetvény utcai buszforduló), majd 1963. május 27-én a gyáli Szent István utcáig. 1963. július 22-étől az 54-es busz átvette a szerepét a Mikszáth Kálmán utca felé, így visszavágták a Dózsa György útig (Pestimre vasútállomás). 1966. július 13-án 94Y jelzéssel időszakos járatot indítottak Gyál, MÁV-állomás és Kispest, Hullay Jenő utca (ma Nádasdy utca) között. Ez a járat 1974-ben megszűnt.
2002. március 8-án 94-es jelzéssel gyorsjáratot indítottak Gyál, Vecsési út és Kispest, Határ út között.
2002. szeptember 1-jén 294-es járatot indítottak el Pestszentimre, központ és Gyál, Bem József utca között.
A gyáli buszok 2006-os átszervezése miatt szeptember 30-án megszűnt, másnap október 1-jétől a forgalmát az 54-es, az 55-ös, a 84-es, a 89-es, a 94-es és a 94E buszok vették át.

## Útvonala
| Gyál, Vecsési út felé | Pestszentimre, központ felé |
| --- | --- |
| Pestszentimre, központ vá. – Dózsa György utca – Nagykőrösi út – Gyál, Kőrösi út – Ady Endre utca – Széchenyi István utca – Gyál, Vecsési út vá. | Gyál, Vecsési út vá. – Vecsési út – Kőrösi út – Budapest, Nagykőrösi út – Pamut utca – Bocskai utca – Pestszentimre, központ vá. |

## Megállóhelyei
| 0                                  | Pestszentimre, központ végállomás | 10 | 54, 54, 166, 193, 294, Alacska Pestszentimre |
| 2                                  | Csolt utca                        | 8  | 94, 294                                      |
| 3                                  | Ár utca (↓) Paula utca (↑)        | 7  | 94, 294                                      |
| 4                                  | Temető                            | 6  | 94, 294                                      |
| Budapest–Gyál közigazgatási határa |                                   |    |                                              |
| 6                                  | Gyál felső, MÁV-állomás           | 4  | 94, 294 Gyál felső                           |
| 7                                  | Ady Endre utca                    | 4  | 94, 294                                      |
| 8                                  | Rákóczi Ferenc utca               | ∫  | 94                                           |
| 9                                  | Széchenyi István utca             | ∫  | 94                                           |
| 10                                 | Somogyi Béla utca                 | ∫  | 94                                           |
| 12                                 | Bocskai István utca               | ∫  | 94                                           |
| ∫                                  | Somogyi Béla utca                 | 3  | 94, 294                                      |
| ∫                                  | Bocskai István utca               | 3  | 94, 294 Gyál                                 |
| ∫                                  | Kőrösi út                         | 2  | 94                                           |
| ∫                                  | Szent István utca                 | 1  | 94                                           |
| 13                                 | Gyál, Vecsési út végállomás       | 0  | 94                                           |